# Oderitz
Oderitz en basque ou Oderiz en espagnol est une commune située dans la municipalité de Larraun de la communauté forale de Navarre, dans le Nord de l’Espagne.
Cette commune se situe dans la zone bascophone de la Navarre. Elle est située dans la mérindade de Pampelune, à 31km de Pampelune. Sa population en 2021 était de 57 habitants. Sa superficie est de 7,66 km², et sa densité de population est de 7,31 hab/km².

## Géographie
La commune d'Oderitz est située dans la partie sud-est de la municipalité de Larraun. La commune est limitrophe, au nord, des communes d'Arruitz et d'Astitz, à l'est, de la commune de Goldaratz dans la commune d'Imotz, au sud, de la commune de Madotz, et à l'ouest, de celle de Baraibar.
|          | Arruitz et Astitz |                   |
| Baraibar | Oderitz           | Goldaratz (Imotz) |
|          | Madotz            |                   |

## Population
| 2000 | 2001 | 2002 | 2003 | 2004 | 2005 | 2006 | 2007 | 2008 |
| ---- | ---- | ---- | ---- | ---- | ---- | ---- | ---- | ---- |
| 43   | 40   | 42   | 44   | 46   | 47   | 47   | 44   | 45   |

| 2009 | 2010 | 2011 | 2012 | 2013 | 2014 | 2015 | 2016 | 2017 |
| ---- | ---- | ---- | ---- | ---- | ---- | ---- | ---- | ---- |
| 48   | 50   | 46   | 47   | 47   | 56   | 47   | 49   | 51   |

| 2018 | 2019 | 2020 | 2021 | - | - | - | - | - |
| ---- | ---- | ---- | ---- | - | - | - | - | - |
| 51   | 48   | 51   | 57   | - | - | - | - | - |